# WASP-15
WASP-15は、うみへび座の方角に約1000光年の距離にある恒星である。見かけの等級は約11等級と暗く、肉眼では見ることができない。

## 特徴
| 太陽 | WASP-15   |
| ---- | --------- |
| 太陽 | Exoplanet |

WASP-15はF型星で、質量は太陽の1.18倍、半径は太陽の1.477倍で、いずれも太陽を上回るが、密度では太陽より低くなる。表面の有効温度は約6,300Kで、太陽より高い。金属量は、主な指標である鉄と水素の存在比[Fe/H]が太陽比で-0.17dexつまり、太陽の68%程度であることを意味し、ナトリウム、マグネシウム、ケイ素、カルシウム、スカンジウムなどの金属も同じ傾向にある。また、WASP-15は太陽より若いとみられ、年齢は39億年と推定されている。光度は太陽のおよそ3.09倍である。

## 惑星系
2008年、スーパーWASP計画で太陽系外惑星WASP-15bが発見された。この惑星はホット・ジュピターで、WASP-15から0.499AUの距離を3.7520656日周期で公転している。WASP-15bは、半径が異常に大きいことが指摘され、質量が木星の半分強なのに対し、半径は木星の1.4倍になる。この大きな半径は熱による膨張と考えられるが、母星に近いことによる高温だけでは説明できず、潮汐加熱かそのほかの内部熱源が効いていると考えられる。
天文学者のウラジミール・リラは、“Asia”と呼ぶことを提案している。
| 名称 （恒星に近い順） | 質量             | 軌道長半径 （天文単位） | 公転周期 (日)         | 軌道離心率 | 軌道傾斜角  | 半径             |
| --------------------- | ---------------- | ----------------------- | --------------------- | ---------- | ----------- | ---------------- |
| b (Asye)              | 0.542 ± 0.050 MJ | 0.0499 ± 0.0018         | 3.7520656 ± 2.8 ×10−6 | 0          | 85.5 ± 0.5° | 1.428 ± 0.077 RJ |

## 名称
2019年、世界中の全ての国または地域に1つの系外惑星系を命名する機会を提供する「IAU100 Name ExoWorldsプロジェクト」において、WASP-15はコートジボワール共和国に割り当てられる系外惑星系となった。このプロジェクトは、「国際天文学連合100周年事業」の一環として計画されたイベントの1つで、コートジボワール共和国内での選考、国際天文学連合 (IAU) への提案を経て、太陽系外惑星とその母星に固有名が承認されるものであった。2019年12月17日、IAUから最終結果が公表され、WASP-15はNyamien、WASP-15bはAsyeと命名された。Nyamienは、コートジボワールに住むアカン族の伝承で、創造の神をあらわす。Asyeは同じくアカン族の伝承で、大地を司る女神をあらわす。